# Louis-Romain-Ernest Isoard
Pour les articles homonymes, voir Isoard.
Louis-Romain-Ernest Isoard, né à Saint-Quentin le 19 juillet 1820 et mort à Annecy le 3 août 1901, est évêque d'Annecy, à partir de 1879 et jusqu'à sa mort.

## Biographie

### Premières années
Ernest Isoard vient au monde dans une famille relativement modeste. Son père Edmond est toutefois apparenté au cardinal d'Isoard ; il occupe la haute fonction de directeur de la Division du Commerce et des Colonies sous la Restauration mais perd son poste et doit lutter pour faire subsister sa famille. 
Baptisé dans la basilique de Saint-Quentin, Ernest ne restera pas longtemps dans l'Aisne : à l'âge de deux ans, sa famille s'installe à Paris. Il y fait ses études au lycée Charlemagne. 
Sûr de sa vocation dès l'âge de 18 ans, il n'entrera au séminaire que quatre ans plus tard du fait des réticences initiales de son père et des difficultés financières de sa famille — l'éducation de ses frères est une charge difficile à porter pour ses parents.
En avril 1842, son père obtient grâce à ses relations à l'ambassade de France près le Saint-Siège une audience privée auprès de Grégoire XVI et lui demande de bénir la vocation de son fils, ce que le Pape fait avec bonne volonté tout en faisant l'éloge de Xavier d'Isoard — qu'il a bien connu.

### Séminariste à Saint-Sulpice
En septembre 1842, Ernest Isoard entre au séminaire Saint-Sulpice, mais doit le quitter trois ans plus tard pour retourner aider sa famille. Il est un temps précepteur d'une riche famille à Rome, période durant laquelle il fait vœu de pauvreté. Durant l'été 1851, alors qu'il se préparait à retourner au séminaire, il est atteint par la petite vérole. C'est donc seulement à la fin de 1851 qu'il peut reprendre ses études de séminariste. Il y reçoit les conseils avisés de Charles-Théodore Baudry, futur évêque de Périgueux. Il s'y lie également d'amitié avec Anatole de Cabrières, plus jeune de quelques années.
Le 21 mai 1853, il reçoit le diaconat, et le 17 décembre de la même année, il est ordonné prêtre.

### Évêque d'Annecy
Lorsqu'il devient évêque d'Annecy, en 1879, Ernest Isoard reprend les armes du cardinal d'Isoard et adopte la devise « Sustine ».

#### Positionnement politique
Après avoir été dans la majeure partie de sa vie bonapartiste, Ernest Isoard se rallie à la République à la demande de Léon XIII. Le cardinal de Cabrières — lui-même légitimiste et qui l'a bien connu au séminaire Saint-Sulpice —, écrit à son sujet : 

« Je le savais monarchiste convaincu, et monarchiste attaché à la dynastie impériale. Comme je lui exprimais ma surprise de son adhésion si prompte, si enthousiaste, si éloquente aux conséquences du toast d'Alger, il me répondit : « Mais la monarchie est impossible ! » »

#### Engagement contre la«neutralité scolaire»
Fermement opposé à loi Ferry de 1882 qui laïcise le contenu de l'enseignement primaire des écoles publiques, il participe à la première guerre des manuels. Bravant l'interdit du gouvernement qui excluait la publication du décret de la Congrégation de l'Index où cette dernière condamnait quatre manuels scolaires pour leur opposition aux doctrines catholiques, il décide de passer outre et fait largement diffuser la condamnation dans son diocèse. 
Sa lettre du 21 janvier 1883, où il détaille la décision de la Congrégation, entraîne une suspension de son traitement — le régime concordataire français régissant toujours l'Église de France — et sa condamnation par le Conseil d'État.
Sous son impulsion, le diocèse d'Annecy est l'un des quatre diocèses — avec ceux de Valence, d'Albi et de Tulle — où la lutte des catholiques contre l'impiété des manuels de morale laïque est la plus virulente.

## Hommages
- Le cardinal Luçon dira de lui[6] : « Mgr Isoard, en effet, cela frappait tous ceux qui l'approchaient, était un croyant profondément convaincu, et, ce qui est plus rare, logique dans sa conduite aussi bien que dans ses raisonnements. Or, croire et être logique, n'est-ce pas là ce qui fait les saints ? Il aima Dieu, et le servit comme on doit le servir quand on croit en lui, de tout son cœur et de toutes ses forces. Il aima la vérité, et il en fut le défenseur vigilant et intrépide. Il aima l’Église, et il fut le champion indéfectible de ses droits et de ses libertés. »